# Torre de Milà
La Torre de Milà és una obra del municipi d'Aiguamúrcia (Alt Camp) protegida com a bé cultural d'interès local.

## Descripció
La masia de la Torre del Milà conté una torre, avui mig ensorrada, de planta circular. Des d'aquesta masia, situada gairebé al cim de la serra de la Torre, a uns 700 m d'altitud, hi ha una bona relació visual amb els castells de Selma i del Montmell.
La masia moderna de la torre del Milà era gran, amb diverses dependències. Al mur central de l'edifici hi ha un fragment de la torre circular que es va aprofitar al fer la construcció moderna. Pel que s'ha conservat de la torre, podem saber que aquesta tenia més de dos metres i el gruix de la paret era de 110 cm. Altrament no podem calcular-ne el diàmetre. Les dues cares exteriors eren fetes de carreus rectangulars de 15 X 20 cm units amb morter de calç, a l'exterior hi havia reble de pedres i calç. Tant la masia com la torre estan molt malmeses.

## Història
Formava part del terme del castell de Selma. Degué ser una torre de guaita de l'esmentat castell, més tard aprofitada per a bastir-hi un mas. Des del segle xiii es documenta a l'indret del mas de Milà (actualment Torre de Milà) com a possessió dels castlans majors de Selma. Elisenda de Fonollar, en el seu testament de l'any 1247, deixà el mas de Milà als seus dos fills Dalmau de Fonollar i Bernat de Montagut.